# William Shatner
William Shatner (Montréal, 22 marzo 1931) è un attore e regista canadese.
È noto soprattutto per aver dato il volto al personaggio del capitano James T. Kirk nella serie televisiva Star Trek (1966-1969) e in sette film a essa ispirati o correlati, uno dei quali da lui stesso diretto, nonché come protagonista del telefilm T.J. Hooker (1982-1986) nel ruolo dell'omonimo sergente di polizia. Successivamente ha ricevuto un premio Emmy e un Golden Globe come miglior attore non protagonista nella serie Boston Legal (2004-2008).

## Biografia

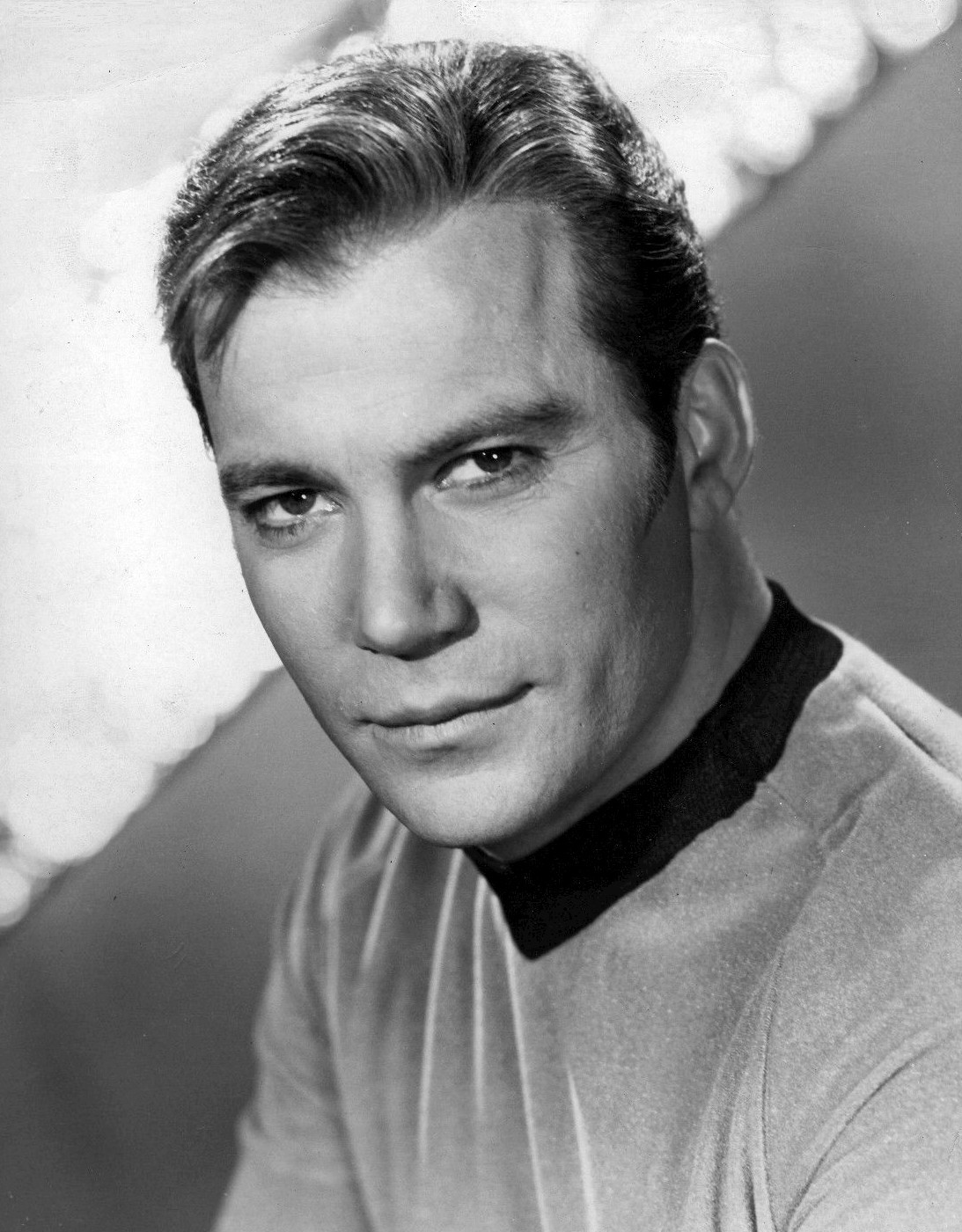
Shatner in una foto promozionale della serie televisiva Star Trek (1966-1969)

Nasce a Montréal, nel Québec, il 22 marzo 1931, figlio di Joseph Shatner, un meccanico canadese nato da una famiglia ebraica masoretica di origini lituane, austriache, polacche, ungheresi e ucraine (il cognome originario della famiglia paterna era Schattner, in seguito anglofonizzato in Shatner), e di Anne Garmaise, una casalinga franco-canadese. Laureato in commercio alla McGill University nel 1952, viene assunto come business manager del Teatro The Mountain Playhouse. Poco tempo dopo si trasferisce a Ottawa per intraprendere lui stesso una carriera di attore teatrale shakespeariano. Nel 1956 si trasferisce a New York per esordire a Broadway. Nel 1958 ricopre il ruolo di uno dei fratelli Karamazov, a fianco di Yul Brynner, in Karamazov di Richard Brooks. Nel 1962 è protagonista della pellicola L'odio esplode a Dallas di Roger Corman, in cui interpreta un razzista del Sud degli Stati Uniti.
Lavora in numerose produzioni televisive, ma la vera svolta nella sua carriera arriva nel 1966, quando viene scelto dal produttore Gene Roddenberry per interpretare il ruolo del capitano James T. Kirk nella serie televisiva di fantascienza Star Trek. Nonostante il serial termini dopo tre stagioni, nel 1969, tale è il suo successo che nel corso degli anni furono prodotti un cartone animato omonimo nel 1973, diverse pellicole cinematografiche e alcuni videogiochi. Sia nelle vesti di doppiatore sia in quelle di attore, Shatner viene sempre riconfermato per interpretare il ruolo che gli diede la notorietà. Nel 1989 egli stesso dirige il quinto film ispirato alla serie, Star Trek V - L'ultima frontiera. Nelle vesti di scrittore a partire dal 1995 pubblica diverse serie di romanzi ambientati nell'universo di Star Trek, intitolate Odyssey, The Mirror Universe e Totality.
Dal 1982 al 1986 interpreta il sergente T.J. Hooker nell'omonimo telefilm poliziesco.
Continua a lavorare essenzialmente per il piccolo schermo. Torna al cinema in commedie, come Palle in canna (1993) di Gene Quintano. È nel cast di Ciak si uccide (1976) e Edizione straordinaria per un delitto (1993), entrambi della serie Colombo, e dei film Miss Detective (2000), di Donald Petrie, American Psycho 2 (2002) di Morgan J. Freeman, e Palle al balzo - Dodgeball (2004) di Rawson Marshall Thurber.
Nel 2005 conquista il suo primo Golden Globe come miglior attore non protagonista nella serie TV Boston Legal, dove veste i panni dell'eccentrico avvocato Denny Crane.
Il 13 ottobre 2021, insieme ad altre tre persone, ha partecipato come astronauta al volo NS-18 della navicella suborbitale New Shepard di proprietà di Blue Origin. In questo modo William Shatner, all'età di 90 anni, 6 mesi e 22 giorni, è diventato il più anziano essere umano a essere andato nello spazio, trasformando in realtà i suoi trascorsi sul set come capitano della celebre nave spaziale Enterprise nella saga fantascientifica Star Trek.

## Vita privata
Si è sposato quattro volte: prima dal 1956 al 1969 con l'attrice Gloria Rand, dalla quale ha avuto tre figlie: Leslie Carol (1958), Lisabeth (1961) e Melanie (1964); poi dal 1973 al 1996 con l'attrice Marcy Lafferty; poi nel 1997 con l'attrice Nerine Kidd, che morì due anni dopo annegata nella piscina di casa; nel 2001 ha sposato la fotografa Elizabeth Anderson Martin, ma nel 2019 ha chiesto il divorzio che è stato finalizzato nel gennaio 2020.

## Filmografia

### Attore

#### Cinema

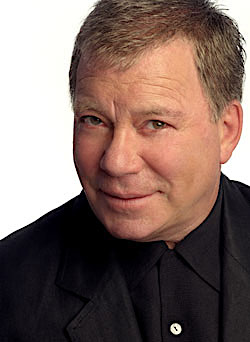
William Shatner nel 2005

- The Butler's Night Off, regia di Roger Racine (1951)
- Oedipus Rex, regia di Tyrone Guthrie (1957)
- Karamazov (The Brothers Karamazov), regia di Richard Brooks (1958)
- The Explosive Generation, regia di Buzz Kulik (1961)
- Vincitori e vinti (Judgment at Nuremberg), regia di Stanley Kramer (1961)
- L'odio esplode a Dallas (The Intruder), regia di Roger Corman (1962)
- The Soldier, regia di Richard Colla – cortometraggio (1962)
- I commandos dei mari del sud (Operation Bikini), regia di Anthony Carras (1963) – narratore, non accreditato
- L'oltraggio (The Outrage), regia di Martin Ritt (1964)
- Incubus, regia di Leslie Stevens (1965)
- ...e venne l'ora della vendetta (Comanche blanco), regia di José Briz Méndez (1968)
- Impulse, regia di William Grefe (1974)
- F.B.I. e la banda degli angeli (Big Bad Mama), regia di Steve Carver (1974)
- Il maligno (The Devil's Rain), regia di Robert Fuest (1975)
- Pussy la balena buona (A Whale of a Tale), regia di Ewing Miles Brown (1976)
- Kingdom of the Spiders, regia di John 'Bud' Cardos (1977)
- Terra di non ritorno (Land of No Return), regia di Kent Bateman (1978)
- The Third Walker, regia di Teri McLuhan (1978)
- Star Trek (Star Trek: The Motion Picture), regia di Robert Wise (1979) – James T. Kirk
- Rapimento di un presidente (The Kidnapping of the President), regia di George Mendeluk (1980)
- Delitto al Central Hospital (Visiting Hours), regia di Jean-Claude Lord (1982)
- Star Trek II - L'ira di Khan (Star Trek II: The Wrath of Khan), regia di Nicholas Meyer (1982) – James T. Kirk
- L'aereo più pazzo del mondo... sempre più pazzo (Airplane II: The Sequel), regia di Ken Finkleman (1982)
- Star Trek III - Alla ricerca di Spock (Star Trek III: The Search for Spock), regia di Leonard Nimoy (1984) – James T. Kirk
- Rotta verso la Terra (Star Trek IV: The Voyage Home), regia di Leonard Nimoy (1986) – James T. Kirk
- Star Trek V - L'ultima frontiera (Star Trek V: The Final Frontier), regia di William Shatner (1989) – James T. Kirk
- Rotta verso l'ignoto (Star Trek VI: The Undiscovered Country), regia di Nicholas Meyer (1991) – James T. Kirk
- Palle in canna (Loaded Weapon 1), regia di Gene Quintano (1993)
- Generazioni (Star Trek: Generations), regia di David Carson (1994) – James T. Kirk
- The First Men in the Moon, regia di Jack Fletcher (1997)
- Free Enterprise, regia di Robert Meyer Burnett (1998)
- Preso di mira (Land of the Free), regia di Jerry Jameson (1998)
- Miss Detective (Miss Congeniality), regia di Donald Petrie (2000)
- Falcon Down, regia di Phillip J. Roth (2000)
- Shoot or Be Shot, regia di J. Randall Argue (2002)
- Showtime, regia di Tom Dey (2002)
- American Psycho 2, regia di Morgan J. Freeman (2002)
- Visitor (Groom Lake), regia di William Shatner (2002)
- Palle al balzo - Dodgeball (Dodgeball: A True Underdog Story), regia di Rawson Marshall Thurber (2004)
- Miss F.B.I. - Infiltrata speciale (Miss Congeniality 2: Armed & Fabulous), regia di John Pasquin (2005)
- Stalking Santa, regia di Greg Kiefer (2006) – narratore
- Fanboys, regia di Kyle Newman (2009) – cameo
- Horrorween, regia di Joe Estevez (2011) – cameo
- The Captains, regia di William Shatner (2011)
- Anime gemelle (Baby, Baby, Baby), regia di Brian Klugman (2015)
- The Truth Is in the Stars, regia di J. Craig Thompson (2017)
- Creators - The Past, regia di Piergiuseppe Zaia (2019)

#### Televisione
- Space Command – serie TV (1953)
- Howdy Doody – serie TV (1954)
- General Motors Presents – serie TV, 2 episodi (1955)
- The Kaiser Aluminum Hour – serie TV, episodi 1x06-1x12-1x23 (1956-1957)
- On Camera – serie TV, 1 episodio (1956)
- Goodyear Television Playhouse – serie TV, 1 episodio (1956)
- Alfred Hitchcock presenta (Alfred Hitchcock Presents) – serie TV, 2 episodi (1957-1970)
- Omnibus – serie TV, 2 episodi (1957)
- Studio One – serie TV, 5 episodi (1957)
- Kraft Television Theatre – serie TV, 3 episodi (1957-1958)
- Suspicion – serie TV, 1 episodio (1958)
- Climax! – serie TV, episodio 4x29 (1958)
- Playhouse 90 – serie TV, 1 episodio (1958)
- The United States Steel Hour – serie TV, 3 episodi (1958)
- The Christmas Tree, regia di Kirk Browning – film TV (1958)
- Tactic – serie TV (1959)
- Sunday Showcase – serie TV, 1 episodio (1959)
- Play of the Week – serie TV, 1 episodio (1960)
- The Robert Herridge Theater – serie TV, 1 episodio (1960)
- Avventure in paradiso (Adventures in Paradise) – serie TV, 1 episodio (1960) – non accreditato
- Alcoa Presents: One Step Beyond – serie TV, 1 episodio (1960)
- Outlaws – serie TV, episodi 1x07-1x08 (1960)
- The DuPont Show of the Month – serie TV, 1 episodio (1960)
- Festival – serie TV, episodio 1x05 (1960)
- Ai confini della realtà (The Twilight Zone) – serie TV, episodi 2x07-5x03 (1960-1963)
- La parola alla difesa (The Defenders) – serie TV, 5 episodi (1961-1965)
- Il dottor Kildare (Dr. Kildare) – serie TV, 6 episodi (1961-1966)
- Thriller – serie TV, episodi 1x16-1x37 (1961)
- La città in controluce (Naked City) – serie TV, 2 episodi (1962)
- The Dick Powell Show – serie TV, episodio 2x24 (1963)
- The Nurses – serie TV, 2 episodi (1963)
- Fred Astaire (Alcoa Premiere) – serie TV, 1 episodio (1963)
- Indirizzo permanente (77 Sunset Strip) – serie TV, 4 episodi (1963)
- Channing – serie TV, 1 episodio (1963)
- Route 66 – serie TV, 1 episodio (1963)
- Polvere di stelle (Bob Hope Presents the Chrysler Theatre) – serie TV, 2 episodi (1964-1966)
- Sotto accusa (Arrest and Trial) – serie TV, episodio 1x17 (1964)
- La legge di Burke (Burke's Law) – serie TV, episodio 1x20 (1964)
- The Outer Limits – serie TV, 1 episodio (1964)
- Il reporter (The Reporter) – serie TV, episodio 1x08 (1964)
- Organizzazione U.N.C.L.E. (The Man from U.N.C.L.E.) – serie TV, 1 episodio (1964)
- Il virginiano (The Virginian) – serie TV, 2 episodi (1965-1969)
- Insight – serie TV, 1 episodio (1965)
- For the People – serie TV, 13 episodi (1965)
- Twelve O'Clock High – serie TV, 1 episodio (1965)
- Il fuggiasco (The Fugitive) – serie TV, 1 episodio (1965)
- La grande vallata (The Big Valley) – serie TV, episodio 1x18 (1966)
- Star Trek – serie TV, 79 episodi (1966-1969) - James T. Kirk
- Gunsmoke – serie TV, 1 episodio (1966)
- Off to See the Wizard – serie TV, 1 episodio (1968)
- Alexander the Great, regia di Phil Karlson – film TV (1968)
- CBS Playhouse – serie TV, 1 episodio (1969)
- The Skirts of Happy Chance, regia di David Pressman – film TV (1969)
- Sole Survivor, regia di Paul Stanley – film TV (1970)
- Paris 7000 – serie TV, 1 episodio (1970)
- Ironside – serie TV, 4 episodi (1970-1974)
- Medical Center – serie TV, 1 episodio (1970)
- The Andersonville Trial, regia di George C. Scott – film TV (1970)
- F.B.I. (The F.B.I.) – serie TV, 1 episodio (1970)
- Swing Out, Sweet Land, regia di Stan Harris – film TV (1970)
- Reporter alla ribalta (The Name of the Game) – serie TV, 2 episodi (1970)
- Vanished, regia di Buzz Kulik – film TV (1971)
- Uomini di legge (Storefront Lawyers) – serie TV, 1 episodio (1971)
- Lo sceriffo del sud (Cade's County) – serie TV, 1 episodio (1971)
- Difesa ad oltranza (Owen Marshall: Counselor at Law) – serie TV, 2 episodi (1971-1972)
- Missione impossibile (Mission: Impossible) – serie TV, 2 episodi (1971-1972)
- Norman Corwin Presents – serie TV, 1 episodio (1972)
- The People, regia di John Korty – film TV (1972)
- The Hound of the Baskervilles, regia di Barry Crane – film TV (1972)
- Sesto senso (The Sixth Sense) – serie TV, 1 episodio (1972)
- Hawaii Squadra Cinque Zero (Hawaii Five-0) – serie TV, 1 episodio (1972)
- Marcus Welby (Marcus Welby, M.D.) – serie TV, 1 episodio (1972)
- I nuovi medici (The Bold Ones: The New Doctors) – serie TV, 1 episodio (1973)
- Incident on a Dark Street, regia di Buzz Kulik – film TV (1973)
- Go Ask Alice, regia di John Korty – film TV (1973)
- Barnaby Jones – serie TV, 1 episodio (1973)
- Orrore a 12000 metri (Horror at 37,000 Feet), regia di David Lowell Rich – film TV (1973)
- Mannix – serie TV, 1 episodio (1973)
- Dottor Simon Locke (Dr. Simon Locke) – serie TV, 1 episodio (1973)
- Pioneer Woman, regia di Buzz Kulik – film TV (1973)
- Indict and Convict, regia di Boris Sagal – film TV (1974)
- Pray for the Wildcats, regia di Robert Michael Lewis – film TV (1974)
- Il mago (The Magician) – serie TV, 1 episodio (1974)
- L'uomo da sei milioni di dollari (The Six Million Dollar Man) – serie TV, 1 episodio (1974)
- Kung Fu – serie TV, 1 episodio (1974)
- The Collaborators – serie TV, 1 episodio (1974)
- Petrocelli – serie TV, 1 episodio (1974)
- Kodiak – serie TV, 1 episodio (1974)
- Sulle strade della California (Police Story) – serie TV, 1 episodio (1974)
- Amy Prentiss – serie TV, 1 episodio (1974)
- Pepper Anderson - Agente speciale (Police Woman) – serie TV, 1 episodio (1974)
- A tutte le auto della polizia (The Rookies) – serie TV, 1 episodio (1974)
- Barbary Coast – serie TV, 14 episodi (1975-1976)
- Perilous Voyage, regia di William A. Graham – film TV (1976)
- The Tenth Level, regia di Charles S. Dubin – film TV (1976)
- Colombo (Columbo) – serie TV, episodi 6x01-10x08 (1976-1994)
- Alla conquista dell'Oregon (The Oregon Trail) – serie TV, episodio 1x08 (1977)
- Testimony of Two Men – miniserie TV (1977)
- Alla conquista del West (How the West Was Won) – serie TV, 2 episodi (1978)
- Il bastardo (The Bastard), regia di Lee H. Katzin – miniserie TV (1978)
- Piccole donne (Little Women) – miniserie TV, puntata 02 (1978)
- S.O.S. Miami Airport (The Crash of Flight 401), regia di Barry Shear – film TV (1978)
- Riel, regia di George Bloomfield – film TV (1979)
- Disaster on the Coastliner, regia di Richard C. Sarafian – film TV (1979)
- The Babysitter, regia di Peter Medak – film TV (1980)
- T.J. Hooker – serie TV, 90 episodi (1982-1986)
- Mork & Mindy – serie TV, 1 episodio (1982)
- Quelli della pallottola spuntata (Police Squad!) – serie TV, 1 episodio (1982)
- The Vegetarian World, regia di Jonathon Kay – documentario (1982) - narratore
- Secrets of a Married Man, regia di William A. Graham – film TV (1984)
- The Ray Bradbury Theater – serie TV, 1 episodio (1985)
- North Beach and Rawhide, regia di Harry Falk – film TV (1985)
- T.J. Hooker: Blood Sport, regia di Vincent McEveety – film TV (1986)
- The Trial of Standing Bear, regia di Marshall Jamison – film TV (1988) - narratore
- L.A. Gangs, regia di Richard T. Heffron – film TV (1988)
- Voice of the Planet – miniserie TV (1991)
- Family of Strangers, regia di Sheldon Larry – film TV (1993)
- TekWar, regia di William Shatner – film TV (1994)
- TekWar: TekLords, regia di George Bloomfield – film TV (1994)
- TekWar: TekLab, regia di Timothy Bond – film TV (1994)
- TekWar: TekJustice, regia di Jerry Ciccoritti – film TV (1994)
- TekWar – serie TV, 18 episodi (1994-1996)
- SeaQuest - Odissea negli abissi (SeaQuest) – serie TV, 1 episodio (1994)
- La scena del delitto (Janek: The Silent Betrayal), regia di Robert Iscove – film TV (1994)
- Dead Man's Island, regia di Peter H. Hunt – film TV (1996)
- Willy, il principe di Bel-Air (The Fresh Prince of Bel-Air) – serie TV, episodio 6x22 (1996)
- Scambio di identità (The Prisoner of Zenda, Inc.), regia di Stefan Scaini – film TV (1996)
- Perversions of Science – serie TV, 1 episodio (1997)
- Cosby – serie TV, 1 episodio (1997)
- Una famiglia del terzo tipo (3rd Rock from the Sun) – serie TV, 5 episodi (1999-2000)
- A Twist in the Tale – serie TV, 15 episodi (1999)
- Bob Patterson – serie TV, 15 episodi (2001)
- A Carol Christmas, regia di Matthew Irmas – film TV (2003)
- The Practice - Professione avvocati (The Practice) – serie TV, 5 episodi (2004)
- Chilly Beach – serie TV, 1 episodio (2004)
- Boston Legal – serie TV, 101 episodi (2004-2008)
- Invasion Iowa – serie TV, 1 episodio (2005)
- Last Laugh '05, regia di Joel Gallen e Rick Austin – film TV (2005)
- Everest – miniserie TV (2007)
- $#*! My Dad Says – serie TV, 18 episodi (2010-2011)
- Psych – serie TV, episodi 6x07-6x11 (2011-2012)
- Rookie Blue – serie TV, 1 episodio (2012)
- The Captains Close Up – serie TV, 1 episodio (2013)
- Hot in Cleveland – serie TV, 1 episodio (2013)
- Haven – serie TV, 4 episodi (2015)
- I misteri di Murdoch (Murdoch Mysteries) – serie TV, episodio 9x02 (2015)
- Private Eyes – serie TV, episodi 2x06-3x12 (2017-2019)
- The Big Bang Theory – serie TV, episodio 12x16 (2019)
- The UnXplained – serie TV (2019-in corso)

### Doppiatore

#### Cinema
- Osmosis Jones, regia di Bobby e Peter Farrelly (2001)
- Lil' Pimp, regia di Mark Brooks e Peter Gilstrap (2005)
- Uno zoo in fuga (The Wild), regia di Steve 'Spaz' Williams (2006)
- La gang del bosco (Over the Hedge), regia di Tim Johnson e Karey Kirkpatrick (2006)
- Live Life, regia di Jonathan Pasternak – cortometraggio (2007) - narratore
- Quantum Quest: A Cassini Space Odyssey, regia di Harry 'Doc' Kloor e Dan St. Pierre (2010)
- Fuga dal pianeta Terra (Escape from Planet Earth), regia di Cal Brunker (2013)

#### Televisione
- Star Trek – serie TV animata, 22 episodi (1973-1974)
- Fl-eek Stravaganza (Eek! the Cat) – serie TV, 2 episodi (1993-1995)
- Hercules – serie TV, 1 episodio (1998)
- The Kid, regia di Larry Jacobs – film TV (2001)
- Futurama – serie TV, 1 episodio (2002)
- Atomic Betty – serie TV, 1 episodio (2005)
- Gotta Catch Santa Claus, regia di Jin Choi II, Peter Lepeniotis e Jamie Waese – film TV (2008)
- WWE Breaking Ground – serie TV (2015) - narratore

#### Videogiochi
- Star Trek: 25th Anniversary Enhanced (1992)
- Star Trek: Judgment Rites (1993)
- Star Trek: Starfleet Academy (1997)
- Star Trek: Generations (1997)
- Star Trek: Encounters (2006)
- Star Trek: Legacy (2006)
- Star Trek: Tactical Assault (2006)
- The Tuttles: Madcap Misadventures (2007)

### Produttore

#### Cinema
- Mind Meld: Secrets Behind the Voyage of a Lifetime, regia di Peter Jaysen (2001)
- Visitor (Groom Lake), regia di William Shatner (2002) – non accreditato
- Spplat Attack, regia di Kathy Weiss – documentario (2002)
- William Shatner in Concert, regia di Craig J. Nevius (2006)
- Stalking Santa, regia di Greg Kiefer (2006)
- William Shatner's Gonzo Ballet, di registi vari – documentario (2009)
- The Captains, regia di William Shatner – documentario (2011)

#### Televisione
- TekWar: TekLords, regia di George Bloomfield – film TV (1994)
- TekWar – serie TV, 18 episodi (1994-1996)
- Invasion Iowa – serie TV, 3 episodi (2005)
- Fire Serpent, regia di John Terlesky – film TV (2007)
- The Shatner Project, regia di Paul Camuso – film TV (2008)
- Aftermath with William Shatner – serie TV, 6 episodi (2010-2011)
- Weird or What? – serie TV, 1 episodio (2010)
- Shatner's Raw Nerve – serie TV, 1 episodio (2011)
- Get a Life!, regia di William Shatner – documentario (2012)
- Still Kicking, regia di William Shatner – documentario (2013)

### Regista

#### Cinema
- Star Trek V - L'ultima frontiera (Star Trek V: The Final Frontier) (1989)
- Visitor (Groom Lake) (2002)
- The Captains – documentario (2011)

#### Televisione
- T.J. Hooker – serie TV, 10 episodi (1983-1986)
- Kung Fu: la leggenda continua (Kung Fu: The Legend Continues) – serie TV, 1 episodio (1993)
- TekWar – film TV (1994)
- TekWar – serie TV, 2 episodi (1994-1996)
- Perversions of Science – serie TV, 1 episodio (1997)
- Get a Life! – documentario (2012)
- Still Kicking – documentario (2013)
- The Captains Close Up – serie TV, 1 episodio (2013)

### Soggettista

#### Cinema
- Star Trek V - L'ultima frontiera (Star Trek V: The Final Frontier), regia di William Shatner (1989)
- Visitor (Groom Lake), regia di William Shatner (2002)
- The Captains, regia di William Shatner – documentario (2011)
- Shatner's World... We Just Live in It..., regia di Michael McNamara (2013)

#### Televisione
- On Camera – serie TV, 1 episodio (1956)
- Scacco matto – serie TV, 1 episodio (1961)
- TekWar, regia di William Shatner – film TV (1994)
- TekWar: TekLords, regia di George Bloomfield – film TV (1994)
- TekWar: TekLab, regia di Timothy Bond – film TV (1994)
- TekWar: TekJustice, regia di Jerry Ciccoritti – film TV (1994)
- TekWar – serie TV, 18 episodi (1994-1996)
- How William Shatner Changed the World, regia di Julian Jones – documentario (2005)
- Fire Serpent, regia di John Terlesky – film TV (2007)
- Still Kicking, regia di William Shatner – documentario (2013)

## Libri

### Romanzi
- Diario del capitano, Star Trek, 1993.
- Le ceneri del paradiso, Star Trek, 1995.
- Il ritorno, Star Trek, 1996.
- Il vendicatore, Star Trek, 1997.
- Il fantasma, Star Trek, 1998.
- Vittoria oscura, Star Trek, 1999.
- I protettori, Star Trek, 2001.
- I rischi del comando, Star Trek, 2005.
- Sangue di capitano, Star Trek, 2006.
- Conflitto Galattico, Star Trek, 2009.

### Memorie
- Star Trek. Diario del capitano. I film, 2000.
- (EN) Up Till Now: The Autobiography, 2008.

## Discografia

### Album in studio
- 1968 – The Transformed Man
- 1979 – Science Fiction Soundbook (con Leonard Nimoy)
- 1993 – Star Trek Memories
- 2004 – Has Been
- 2008 – Exodus - An Oratorio
- 2011 – Seeking Major Tom
- 2013 – Ponder the Mystery
- 2018 - Shatner Claus - The Christmas Album
- 2018 - Why Not Me (con Jeff Cook)
- 2020 – The Blues
- 2021 – Bill
- 2023 - Ponder The Mystery Revisited
- 2024 - Where Will the Animals Sleep: Songs for Kids and Other Living Things
- 2024 - So Fragile, So Blue (con la National Symphony Orchestra)

### Album dal vivo
- 1977 – William Shatner Live!

### Raccolte
- 1997 - Spaced Out (The Very Best Of..) (con Leonard Nimoy)

### Audiolibri
- 1976 – Isaac Asimov Foundation: The Psychohistorians
- 1991 – Star Trek: 25th Anniversary Audio Collection (con Leonard Nimoy, George Takei e James Doohan)
- 1991 - TekLords
- 1995 - Star Trek - The Ashes of Eden
- 1996 - Star Trek - The Return
- 1997 – Star Trek - Avenger
- 1998 - Star Trek - Spectre
- 1999 - Star Trek - Dark Victory
- 1999 – The First Men In The Moon (con Leonard Nimoy, John de Lancie, Keegan de Lancie, Owen de Lancie, Ethan Phillips, Dwight Schultz e Kurtwood Smith)
- 1999 – Get A Life! (con Chris Kreski)
- 2000 - Star Trek - Preserver
- 2008 – Up Till Now

### EP
- 2004 - Has Been
- 2019 - Garbageman (split con The Cramps)

### Singoli
- 1968 - The Transformed Man
- 2004 - Common People
- 2013 - Space Cowboy
- 2018 - Jingle Bells b/w Silent Night
- 2022 - Rocket Man
- Time Capsule

## Riconoscimenti (parziale)
- Golden Globe
  - 2005 – Miglior attore non protagonista in una serie, mini-serie e film TV per Boston Legal

- Banff Television Festival
  - 1994 – Premio di eccellenza

- Premio Emmy
  - 2004 – Migliore attore ospite in una serie televisiva drammatica per The Practice - Professione avvocati
  - 2005 – Miglior attore non protagonista in una serie televisiva drammatica per Boston Legal

- Razzie Awards
  - 1990 – Peggiore sceneggiatura per Star Trek V - L'ultima frontiera con David Loughery e Harve Bennett
  - 1990 – Peggior regia per Star Trek V - L'ultima frontiera
  - 1990 – Peggior attore protagonista per Star Trek V - L'ultima frontiera
  - 1999 – Candidatura al peggiore attore del XX secolo

- Saturn Award
  - 1983 – Miglior attore per Rotta verso la Terra

- Temecula Valley International Film Festival
  - 2002 – Premio alla carriera

- WWE
  - WWE Hall of Fame (classe del 2020)[15]

## Doppiatori italiani
Nelle versioni in italiano dei suoi film, William Shatner è stato doppiato da:
- Cesare Barbetti in Vincitori e Vinti, L'oltraggio, Star Trek IV - Rotta verso la Terra, Star Trek V - L'ultima frontiera, Star Trek VII - Generazioni, Preso di mira, Boston Legal (episodi 1-15)
- Romano Ghini in Star Trek (film 1979),[17] Star Trek II - L'ira di Kahn, L'aereo più pazzo del mondo... sempre più pazzo, Star Trek III - Alla ricerca di Spock, SeaQuest - Odissea negli abissi
- Andrea Lala in Star Trek (serie classica 2ª voce), T.J. Hooker, Una famiglia del terzo tipo
- Michele Kalamera in TekWar, American Psycho 2, Psych
- Saverio Moriones in Boston Legal (episodi 16-101), Private Eyes
- Mario Cordova in Star Trek VI - Rotta verso l'ignoto, Colombo (ep. 12x02)
- Oreste Rizzini in Miss Detective, Miss FBI: Infiltrata speciale
- Franco Zucca in Scambio d'identità, The Practice - Professione avvocati
- Stefano De Sando in $h*! My Dad Says, The Big Bang Theory
- Natale Ciravolo in Star Trek (serie classica; 1ª voce)
- Pino Locchi in Karamazov
- Rodolfo Traversa in Colombo (ep. 6x01)
- Pino Colizzi in Alla conquista del West
- Sergio Rossi in Palle in canna
- Paolo Poiret in Showtime
- Michele Gammino in Disperatamente una donna
- Elio Zamuto ne I giustizieri della costa
- Eugenio Marinelli in Willy, il principe di Bel-Air
- Romano Malaspina in The Tenth Level
- Rino Bolognesi in Palle al balzo - Dodgeball
- Renzo Stacchi in Fanboys
- Riccardo Peroni in Appena in tempo per Natale
- Bruno Alessandro in Creators - The Past
- Carlo Valli ne I misteri di Murdoch
- Gianni Giuliano in The UnXplained

Da doppiatore è sostituito da:
- Andrea Lala in Star Trek (serie animata)
- Paolo Buglioni in Osmosis Jones
- Glauco Onorato in Uno zoo in fuga
- Sergio Di Stefano in Futurama
- Gino La Monica ne La gang del bosco
- Stefano De Sando in Fuga dal pianeta Terra
- Alberto Angrisano in Masters of the Universe: Revolution